# Roger Sue
 (juin 2023).
La mise en forme du texte ne suit pas les recommandations de Wikipédia : il faut le « wikifier ».
Les points d'amélioration suivants sont les cas les plus fréquents. Le détail des points à revoir est peut-être précisé sur la page de discussion.
- Les titres sont pré-formatés par le logiciel. Ils ne sont ni en capitales, ni en gras.
- Le texte ne doit pas être écrit en capitales (les noms de famille non plus), ni en gras, ni en italique, ni en « petit »…
- Le gras n'est utilisé que pour surligner le titre de l'article dans l'introduction, une seule fois.
- L'italique est rarement utilisé : mots en langue étrangère, titres d'œuvres, noms de bateaux, etc.
- Les citations ne sont pas en italique mais en corps de texte normal. Elles sont entourées par des guillemets français : « et ».
- Les listes à puces sont à éviter, des paragraphes rédigés étant largement préférés. Les tableaux sont à réserver à la présentation de données structurées (résultats, etc.).
- Les appels de note de bas de page (petits chiffres en exposant, introduits par l'outil «  Source ») sont à placer entre la fin de phrase et le point final[comme ça].
- Les liens internes (vers d'autres articles de Wikipédia) sont à choisir avec parcimonie. Créez des liens vers des articles approfondissant le sujet. Les termes génériques sans rapport avec le sujet sont à éviter, ainsi que les répétitions de liens vers un même terme.
- Les liens externes sont à placer uniquement dans une section « Liens externes », à la fin de l'article. Ces liens sont à choisir avec parcimonie suivant les règles définies. Si un lien sert de source à l'article, son insertion dans le texte est à faire par les notes de bas de page.
- La présentation des références doit suivre les conventions bibliographiques. Il est recommandé d'utiliser les modèles {{Ouvrage}}, {{Chapitre}}, {{Article}}, {{Lien web}} et/ou {{Bibliographie}}. Le mode d'édition visuel peut mettre en forme automatiquement les références.
- Insérer une infobox (cadre d'informations à droite) n'est pas obligatoire pour parachever la mise en page.

Pour une aide détaillée, merci de consulter Aide:Wikification.
Si vous pensez que ces points ont été résolus, vous pouvez retirer ce bandeau et améliorer la mise en forme d'un autre article.
 (juin 2023).
Si vous disposez d'ouvrages ou d'articles de référence ou si vous connaissez des sites web de qualité traitant du thème abordé ici, merci de compléter l'article en donnant les références utiles à sa vérifiabilité et en les liant à la section « Notes et références ».
Roger Sue, né le 13 juin 1951 à Paris 16e, est un socioéconomiste français, membre du Conseil d'Administration du Mouvement Associatif, de La Fonda et de l'Initiative {contributive}, et Président du groupe d'experts de Recherches et Solidarités

## Biographie et Parcours
Diplômé d'études supérieures de philosophie, de l'Institut d'Études Politiques de Paris et de l'Institut Français de Presse, il est docteur d'État en Sciences Politiques et habilité à diriger des recherches en Sciences Sociales.
D'abord directeur de cabinet du député-maire de la ville de Grand-Quevilly, il sera ensuite nommé directeur des études sociologiques à la SOFRES, directeur-adjoint du Service de l'Information du Ministère de l'Urbanisme et du Logement, puis chargé de mission au Commissariat Général au Plan.
Nommé Maître de Conférences à l'Université de Paris 5-Sorbonne, il sera ultérieurement élu Professeur à l'UFR des sciences de l'homme de l'Université de Caen. Il est aujourd'hui Professeur émérite à l'Université Paris-Cité et chercheur au CNRS.
Son livre Temps et Ordre social (paru en 1994) a renouvelé la sociologie du temps en inversant la thèse durkheimienne qui défendait la centralité du travail pour démontrer l'intérêt des activités et des valeurs générés par le temps hors travail.
Proche d'André Gorz, Roger Sue poursuit son enquête sur le temps hors travail en se concentrant sur la production de l'individu et des biens communs. Il observe leur l'importance croissante qui mène, selon lui, à l'émergence d'un nouveau secteur original de l'économie prenant la suite des secteurs primaire, secondaire et tertiaire. Très logiquement il nomme ce secteur le secteur quaternaire. Il s'agit d'un « secteur du nouvel âge de l’économie », où « l'homme s'empare de sa propre production (et non plus l'inverse) et où les individus trouveront, à côté de l'emploi salarié, des gratifications et des critères d'investissement personnel profondément différents de ceux du marché et du secteur public ». « Les acteurs de cette nouvelle économie sociale auront un objectif clair, d'utilité économique et sociale, et un statut crédible vis-à-vis de l'extérieur : le volontariat ».
Dans la continuité de son travail sur l'économie quaternaire, Roger Sue se concentre sur l'évolution du lien social avec le concept "d'associativité". L'associativité désigne une nouvelle forme de lien social qui recompose et conjugue l'individualité, la singularité, l'altérité et l'égalité. 
Ses travaux touchent également aux mutations du politique : il développe notamment la notion de "populitarisme" dans son ouvrage Le spectre totalitaire (paru en 2020) pour définir les régimes naissant en Italie et en Hongrie à la fin des années 2010, et y théorise en parallèle la "droitisation" progressive de l'échiquier politique français. Ce qui le conduit à redéfinir la notion de citoyenneté face à la radicalisation politique et à l'abstention massive aux différentes élections.

## Publications
- Le spectre totalitaire, Les Liens qui Libèrent, 2020
- La Contresociété, Les Liens qui Libèrent, 2016.
- Sommes-nous vraiment prêts à changer ? Le social au cœur de l'économie, Les Liens qui Libèrent, 2011.
- De Gauche ? (dir. avec A. Caillé), Fayard, 2009.
- Gouverner par la peur, Fayard, 2007.
- Quelle Démocratie voulons-nous ?, La Découverte, 2006.
- La Société contre elle-même, Fayard, 2005.
- Autres temps, autre école, Retz, 2005, ouvrage co-écrit avec Marie-Françoise Caccia[9].
- La Société civile face au pouvoir, Presses de Sciences Po, 2003.
- Renouer le lien social. Liberté, égalité, association, Odile Jacob, 2001.
- La Richesse des hommes. Vers l'économie quaternaire, Odile Jacob, 1997.
- Vers une économie plurielle, Syros,1997.
- Temps et Ordre social, P.U.F, 1994.
- Le Loisir, P.U.F, 1993.
- Vivre en l'an 2000, Albin Michel, 1985.
- Vers une société du temps libre, P.U.F., 1982